# 川邉亮平
川邉 亮平（かわべ りょうへい、1995年3月12日 - ）は、日本の男子プロバスケットボール選手である。ポジションはスモールフォワード。富山県砺波市出身。

## 来歴
高岡工芸高校から白鷗大学へ進み、2017年2月にレバンガ北海道と契約。2020年10月山形ワイヴァンズに移籍。
PGからPFまでをこなせる器用な選手。188cmと特別大きい訳ではないが、巧みなポジショニングでリバウンドに絡む。また、パスを捌くのも得意としている。しかし、3ポイント成功率はそれほど高くない。
2022-23シーズンよりさいたまブロンコスに移籍。

## 経歴
- 高岡工芸高 - 白鷗大 - 北海道（2017年〜2020年）-山形（2020年～2022年)-さいたま（2022年～）